# ويليام همسلي
ويليام همسلي هو سياسي أمريكي، ولد في 23 يناير 1737 في مقاطعة آن آن في الولايات المتحدة، وتوفي في 5 يونيو 1812. انتخب عضو مجلس ولاية ماريلند ‏.